# プラズマ加速
プラズマ加速 (プラズマかそく、英: plasma acceleration) は、電子、陽電子、イオンなどの荷電粒子を、プラズマ中の急峻な構造によって生成される電場を用いて加速する方法で、加速器として用いられる。プラズマ中の加速構造は、超短時間のレーザーパルスか、プラズマのパラメータ群に合致した粒子線によって生成される。これらの技術は、従来の装置と比べて比較的小さなサイズで、高性能な粒子加速を行うことができる。プラズマ加速の基本概念は、1979年、カリフォルニア大学ロサンゼルス校 (UCLA) の田島俊樹と、ジョン・M・ドーソンによって考案された。その後、プラズマ加速の実験方法は、UCLAのチャンドラセカール・J・ジョシらのグループによって考案された。現在におけるプラズマ加速の実験装置は、従来の加速器より2-3桁大きいオーダーの電場勾配を達成しており、これにより小型な加速器が実現できると考えられている。小型な加速器は放射線療法などにおいて大きなニーズがある。